# Jack in the Box
Jack in the Box là một chuỗi nhà hàng thức ăn nhanh của Mỹ được thành lập năm 1951 bởi Robert O. Peterson tại San Diego, California, nơi nó có trụ sở chính. Chuỗi nhà hàng này có 2.200 địa điểm, chủ yếu phục vụ Bờ Tây Hoa Kỳ và các khu vực đô thị lớn ở khu vực phía đông của Hoa Kỳ gồm Texas. Các mặt hàng thực phẩm bao gồm bánh sandwich hamburger và cheeseburger cùng với các món ăn theo chủ đề quốc tế như tacos và trứng cuộn. Công ty cũng vận hành chuỗi Qdoba Mexican Grill.